# Chloridolum addictum
Chloridolum addictum là một loài bọ cánh cứng trong họ Cerambycidae.